# Cyrtonaias
Cyrtonaias је род слатководних шкољки из породице Unionidae, речне шкољке.

## Врсте
Врсте у оквиру рода Cyrtonaias:
- Cyrtonaias livida (Simpson, 1900)
- Cyrtonaias saladoensis (Lea, 1860)
- Cyrtonaias sapperi (Ihering, 1901)
- Cyrtonaias tampicoensis (Lea, 1838) – Tampico бисерна шкољка
- Cyrtonaias umbrosa (Lea, 1856)